# Ředický rybník
Ředický rybník o rozloze vodní plochy 25,4 ha se nalézá na severním okraji obce Horní Ředice v okrese Pardubice na okraji přírodní rezervace Žernov. U rybníka je vyvinuta rozsáhlá rákosina. 
Rybník spolu s dalšími rybníky ředické soustavy (rybníky Šmatlán, Smilek, Mordýř), hraje významnou roli při jarním, a zejména podzimním tahu vodních ptáků. Území stávající PR Žernov patří k zoologicky nejsledovanějším a nejprozkoumanějším územím v Pardubickém kraji. Rybník je využíván pro chov ryb.

## Galerie

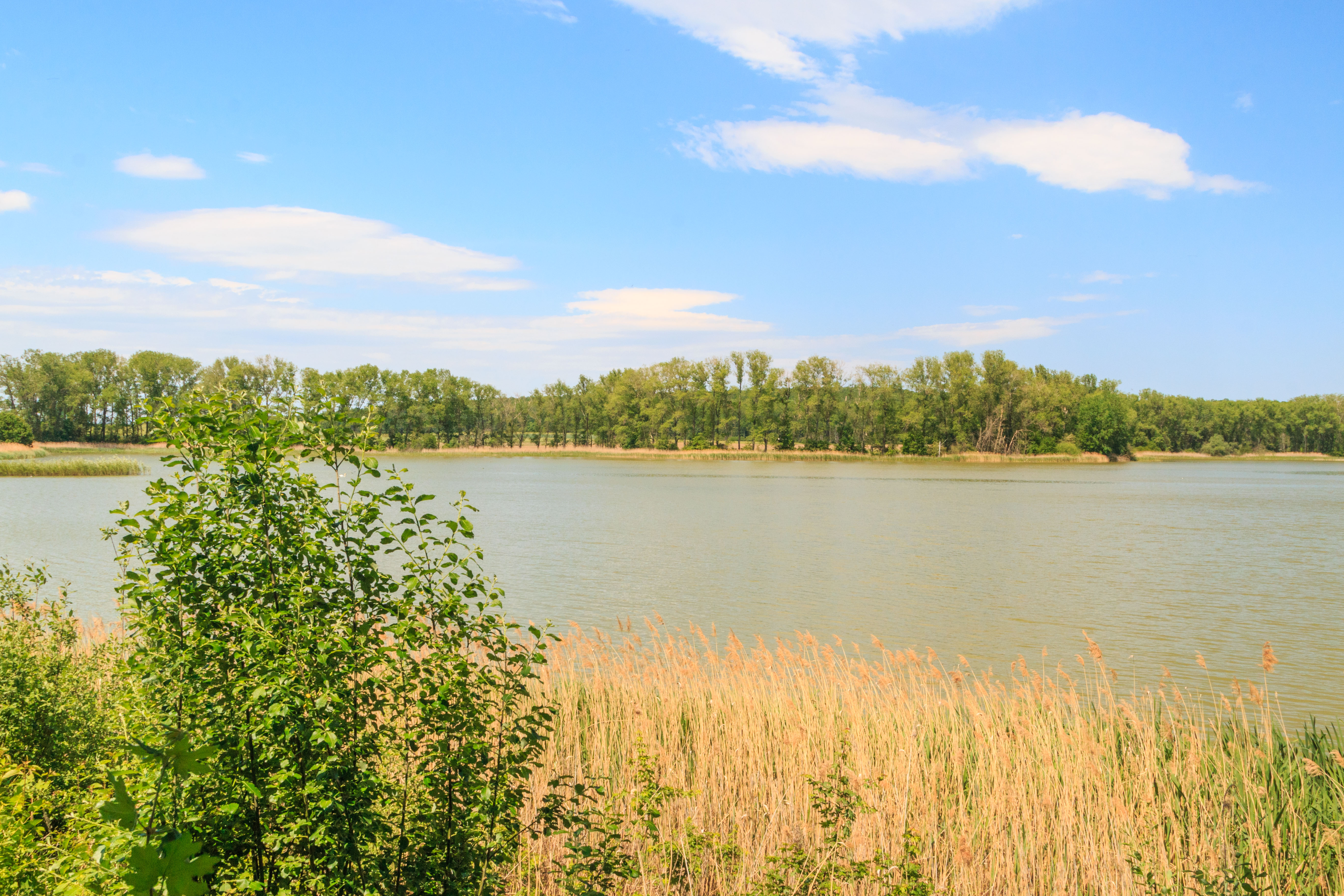
pohled na Ředický rybník
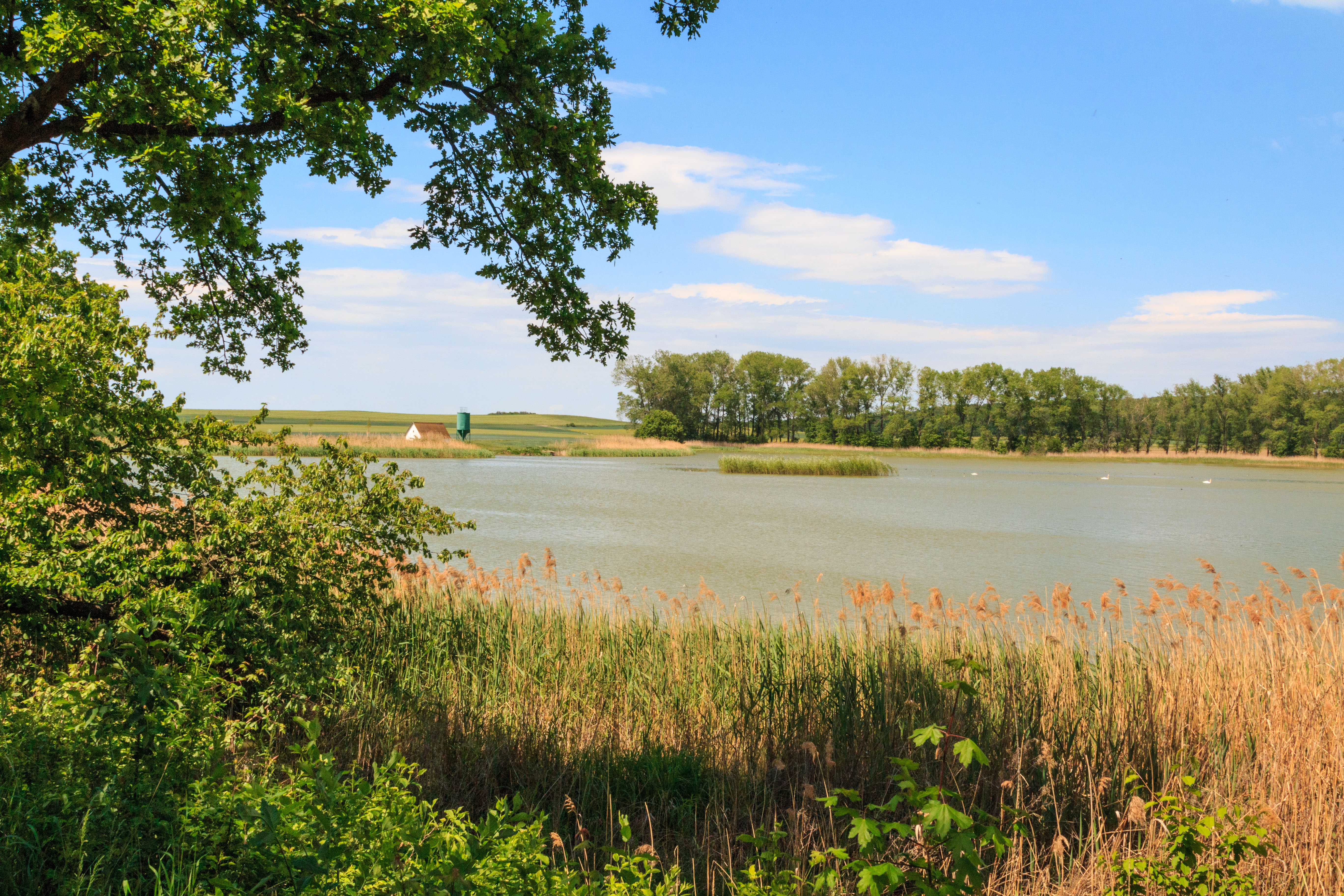
pohled na Ředický rybník
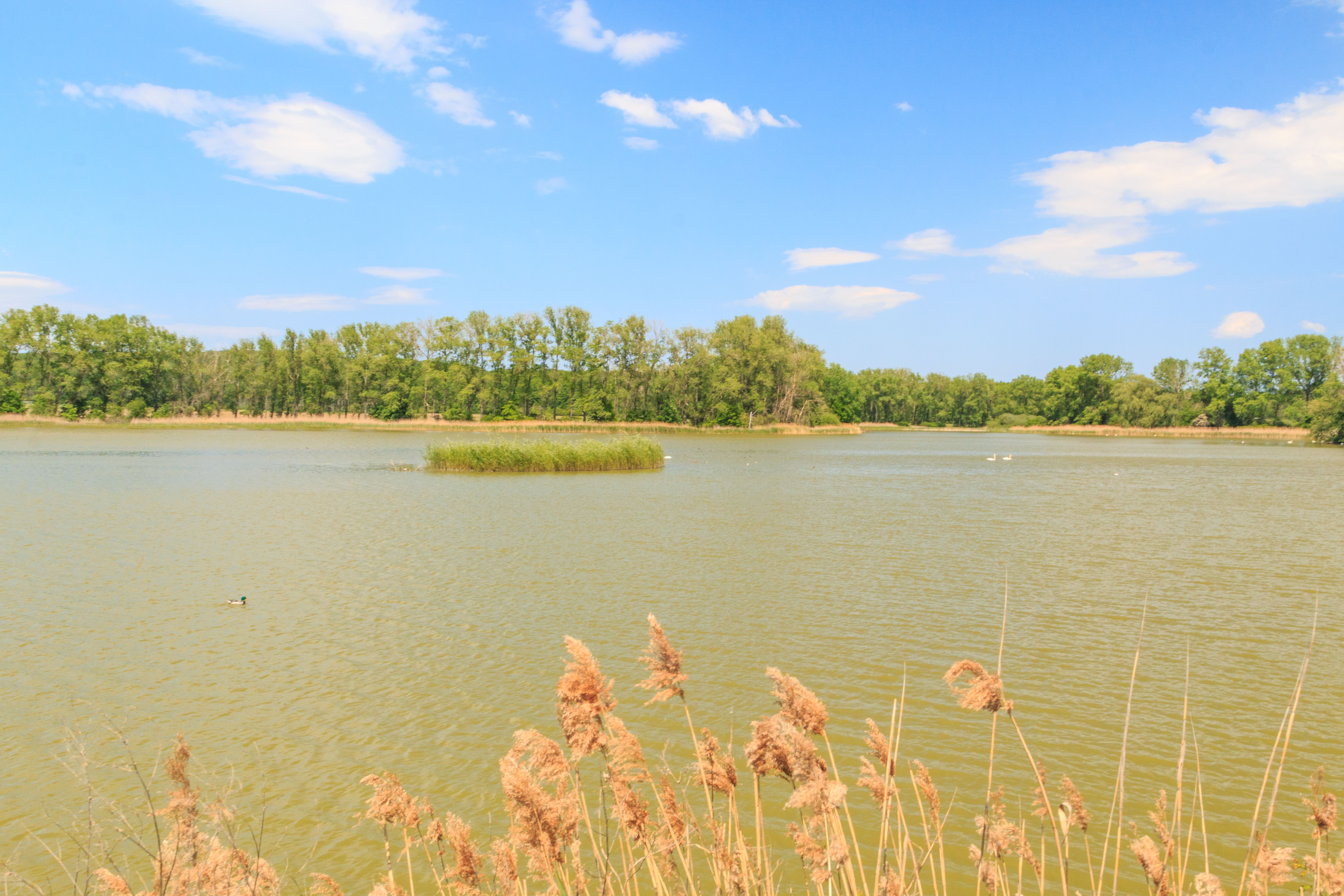
pohled na Ředický rybník
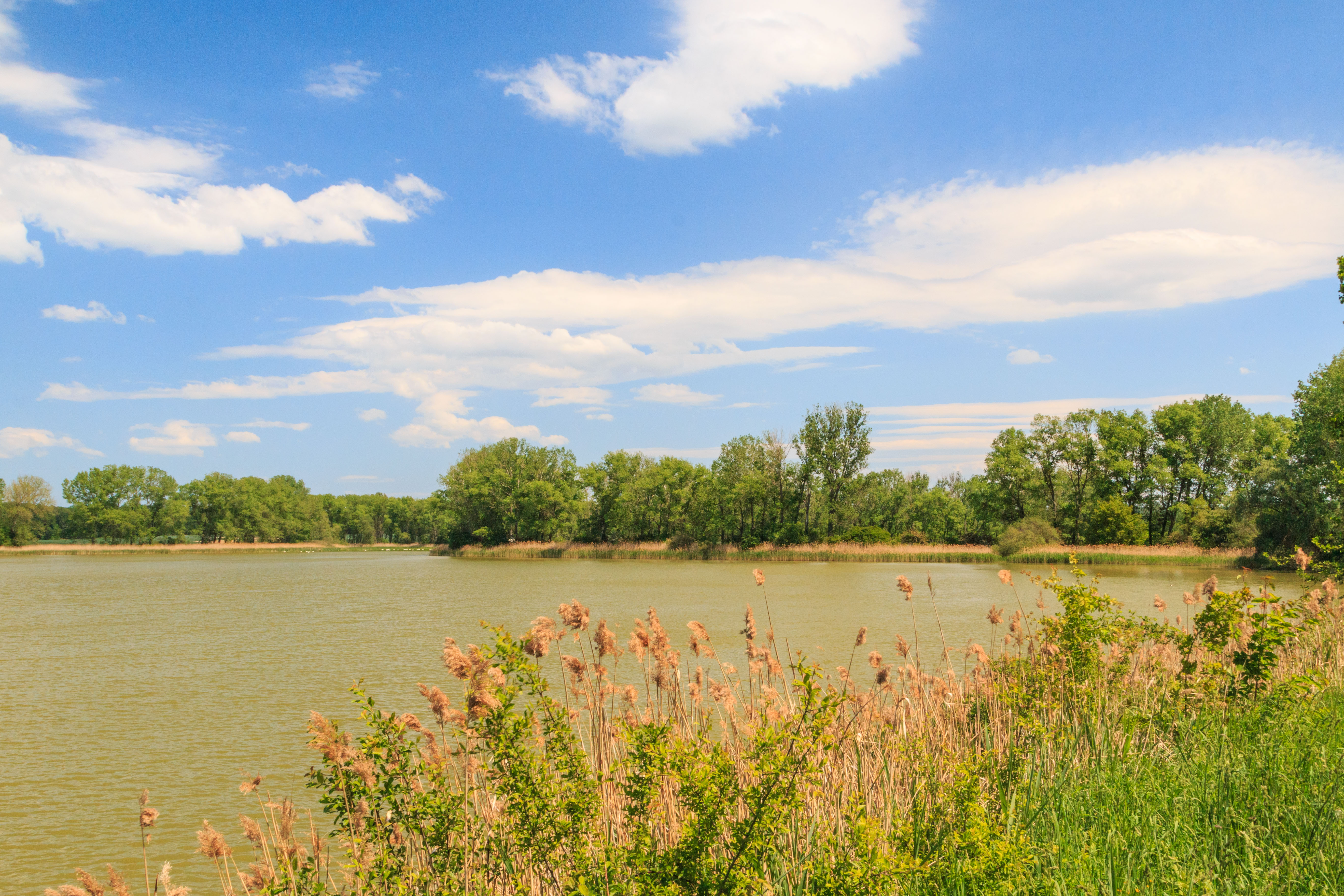
pohled na Ředický rybník